# Base aérea de Pearce
A Base aérea de Pearce é uma das principais bases aéreas da Real Força Aérea Australiana na Austrália Ocidental. Está localizada em Bullsbrook, a norte de Perth. É usada como base de treino pela RAAF e pela Força Aérea de Singapura.
Pearce é a base do país mais movimentada em termo do número de aeronaves que nela opera, incluindo movimentos civis.